# Фоксгом (Міннесота)
Фоксгом (англ. Foxhome) — місто (англ. city) в США, в окрузі Вілкін штату Міннесота. Населення — 126 осіб (2020).

## Географія
Фоксгом розташований за координатами 46°16′37″ пн. ш. 96°18′44″ зх. д. / 46.27694° пн. ш. 96.31222° зх. д. (46.276927, -96.312304).  За даними Бюро перепису населення США в 2010 році місто мало площу 0,97 км², уся площа — суходіл.

## Демографія
Згідно з переписом 2010 року, у місті мешкало 116 осіб у 52 домогосподарствах у складі 32 родин. Густота населення становила 120 осіб/км².  Було 66 помешкань (68/км²).
Расовий склад населення:
| - 97,4 % — білих - 0,9 % — корінних американців |

До двох чи більше рас належало 1,7 %. Частка іспаномовних становила 0,0 % від усіх жителів.
За віковим діапазоном населення розподілялося таким чином: 20,7 % — особи молодші 18 років, 62,9 % — особи у віці 18—64 років, 16,4 % — особи у віці 65 років та старші. Медіана віку мешканця становила 47,3 року. На 100 осіб жіночої статі у місті припадало 123,1 чоловіків;  на 100 жінок у віці від 18 років та старших — 119,0 чоловіків також старших 18 років.
Середній дохід на одне домашнє господарство  становив 50 013 долари США (медіана — 41 250), а середній дохід на одну сім'ю — 54 682 долари (медіана — 60 625). За межею бідності перебувало 29,1 % осіб, у тому числі 65,5 % дітей у віці до 18 років та 18,2 % осіб у віці 65 років та старших.
Цивільне працевлаштоване населення становило 65 осіб. Основні галузі зайнятості: виробництво — 35,4 %, роздрібна торгівля — 12,3 %, оптова торгівля — 10,8 %, освіта, охорона здоров'я та соціальна допомога — 10,8 %.